# Ärmelband Kurland

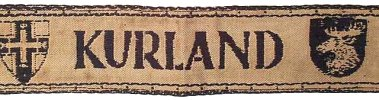
Ärmelband Kurland.

Ärmelband Kurland var en tysk stridsutmärkelse som instiftades av Adolf Hitler den 12 mars 1945. Den tilldelas samtliga soldater i Armégrupp Kurland, vilka uppfyllde ett av följande kriterier:
- deltagande i strid mot Röda armén i minst tre månader
- deltagande i tre av de sex striderna i området

Om en soldat ur Heeresgruppe Kurland blev sårad, kunde han tilldelas Ärmelband Kurland utan att något av de två kriterierna var uppfyllda.
På Ärmelband Kurland flankeras texten KURLAND av Baltiska korset och älghuvudet från Mitaus stadsvapen. 
Ärmelband Kurland bars på vänster underärm.